# Josef Bečka (stavitel)
Josef Bečka (* 17. května 1850 Neveklov – 7. května 1934 Praha) byl smíchovský projektant a stavitel.

## Život
Josef Bečka se narodil v roce 1850 v Neveklově do rodiny stavitelského a zednického mistra Karla Bečky (1814–1872) a jeho manželky Františky Bečkové (rozené Skalákové; 1821–1891). Absolvoval průmyslovou školu v Praze a po dlouholeté praxi si v roce 1879 otevřel vlastní stavební kancelář. Manželkou Josefa Bečky byla Alžběta Bečková (rozená Brabcová, 1847–1912). Jednu dobu (před rokem 1927) také Josef Bečka vykonával funkci člena městské rady a okresního zastupitelstva na Smíchově. Od roku 1882 byl členem záložny a potom jejím předsedou. Se svým bratrem ing. Bohdanem Bečkou (1863-1940) projektoval stavby pod hlavičkou firmy Bratři Bečkové.
Josef Bečka byl majitelem Cihelny v Košířích, založené na přelomu 70. a 80. let 19. stol. Matějem Hlaváčkem, a to až do své smrti v roce 1934. Rovněž byl i stavitelem v rámci stavební firmy Bratři Bečkové (společně s bratrem Bohdanem) košířské radnice (Plzeňská čp. 314/115 resp. Pod radnicí čp. 314/7) v roce 1908. Zpracoval i projekt, podle něhož byla v letech 1893–1896 postavena v Radlicích továrna na porcelán, která pod různými názvy a majiteli působila až do roku 1910 (v závěru jako Pražská porcelánka, později filmové ateliery FOJA Radlice).